# 仁見
仁見（ひとみ、1977年6月15日 - ）は、日本の女性モデル、実業家である。芸能事務所・株式会社アイズの代表取締役。
過去、レースクイーン、キャンペーンガールなどを歴任した。レースクイーン時代には、「香坂 仁見 （こうさか ひとみ）」名義で活動していた。

## 人物

### 経歴
1977年（昭和52年）、兵庫県生まれ。
芸能界デビューは2000年（平成12年）、ブリヂストン 『ファイアストン』のキャンペーンガール・レースクイーンとしてであった。その後、プライド 『ラウンドガール』（2003年）、全日本ロードレース選手権イメージガール 『R2-1 ガールズ』（2001年）、『イエローコーン』 レースクイーンなどを歴任した。
さらに、ファッションショー、広告、映画などにも出演、水着メーカー・アクトスリー（東京・両国、2007年に倒産）が展開するブランド 『キャシャレル』のモデルも務めた。また、2002年には、BS-TBS 『i-スポーツ』に、鈴鹿8時間耐久ロードレースのレポーター（2002年）として出演している。
2007年（平成19年）3月、女性モデルやコンパニオンを扱う芸能事務所を設立、自ら取締役に就任した。

### 特技、性格など
趣味は音楽鑑賞と料理、特技はジャズダンスと英会話である。長所は「前向きなところ」、短所は「神経質」としている。

## 家族
両親のほか、弟がいる。